# Udruga novinara Croinfo
Udruga novinara Croinfo je novinarska udruga vojvođanskih Hrvata. Udruga je iz Subotice.
Osnivači su Branimir Kuntić i Ivan Ušumović. Ivan Ušumović je i predsjednik UO udruge.
Osnovana je 31. ožujka 2014. godine. Osnovni cilj je bio unaprijediti novinarsku profesiju manjinskih medija. Udruga pridaje veliku pozornost radu s mladima, njihovoj edukaciji i uključivanju isith u sve segmente društvenog života. Croinfo se financira najvećim dijelom na projektnom temelju i na temelju pružanja usluga.
Croinfo svoje vijesti prikazuje i na YouTubeu.

## Tjednik
Ova novinarska udruga osnovala je istoimeni internetski tjednik. Glavna misija tjednika je uključiti mlade u rad davajući im prostor da se na internetskim stranicama izražavaju, obrazuju kroz rad u praksi i motiviraju za daljnji rad u novinarskoj struci. Osnovne rubrike tjednika su aktualnost, kultura, šport i zabava, tehnologija i moda. Osim uobičajenih osobina tjednika, Cro-info je i informator s dnevnim ažuriranjem podataka o aktualnim natječajima, poslovima i najavom događaja na teritoriju AP Vojvodine.
Rubrike su CrOnline, Kulturna produkcija Hrvata u Subotici, SuCultus, Cro-info vijesti, Motrišta i Hrvatska panorama.

## Vanjske poveznice
- Galerija  Arhivirana inačica izvorne stranice od 4. ožujka 2016. (Wayback Machine)
- YouTube